# Lechenaultia longiloba
Lechenaultia longiloba är en tvåhjärtbladig växtart som beskrevs av Ferdinand von Mueller. Lechenaultia longiloba ingår i släktet Lechenaultia och familjen Goodeniaceae. Inga underarter finns listade i Catalogue of Life.